# Markku Lepistö

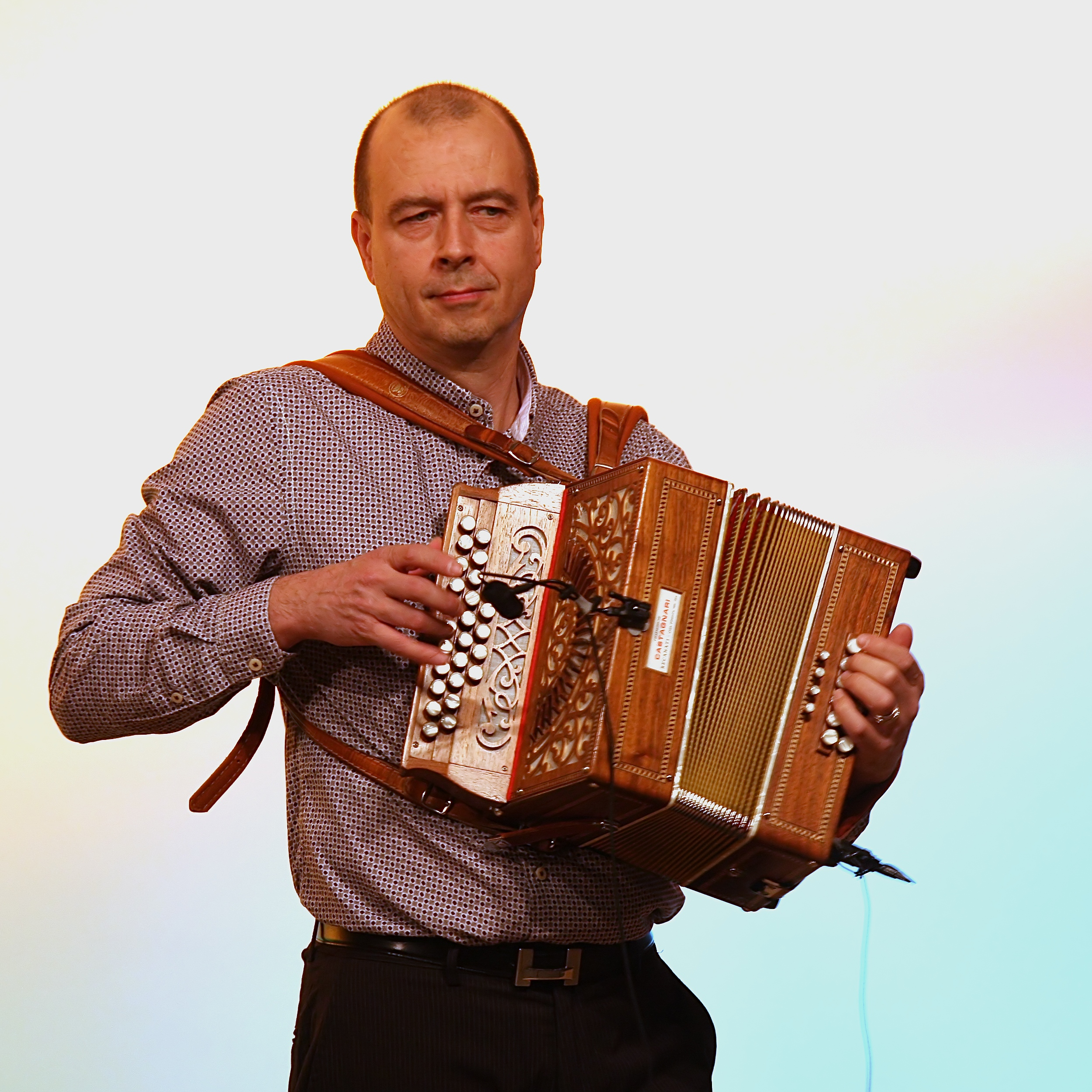
Markku Lepistö, 2009

Markku Lepistö (* Dezember 1963 in Kuortane, Finnland) ist ein finnischer Akkordeonist und Komponist.
Markku Lepistö begann im Alter von fünf Jahren Akkordeon zu spielen, ist Absolvent der Sibelius-Akademie in Helsinki und war von 1998 bis 2008 Mitglied der finnischen Band Värttinä. Er ist in erster Linie als Folkmusiker bekannt, betätigt sich jedoch auch in anderen musikalischen Bereichen, wie etwa Klezmer in der Band Doina Klezmer.
Für das Album „New Voices“ (2016) hat er sich mit Petri Hakala (Mandoline, Mandola) und Milla Viljamaa (Piano) zum Markku Lepistö Trio zusammengetan.

## Diskographie (Auswahl)
Soloalben:
- Silta (2002)
- Polku (2006)
- Tupasoitto (2009)
- Solos (2018)

- Lakeuden kutsu (2021)

Alben mit Doina Klezmer:
- Sorja Tanz (2001)
- Nomada (2004)

Alben mit Pirnales:
- Pirnales (1989)
- Aquas (1992)
- Parasta ennen (1994)

Alben mit Värttinä:
- Ilmatar (2001)
- 6.12. (2001) – Live
- iKi (2003)
- Miero (2006)

Alben mit Lepistö & Lehti
- Helsinki (2008)

Alben mit Katrilli
- Katrilli (1991)

Alben mit Progmatics
- Vaarallinen Lehmänkello (1991)

Alben mit Petri Hakala & Markku Lepistö
- Pelimannien jäljillä (2001)

- Nordic Route (2020)

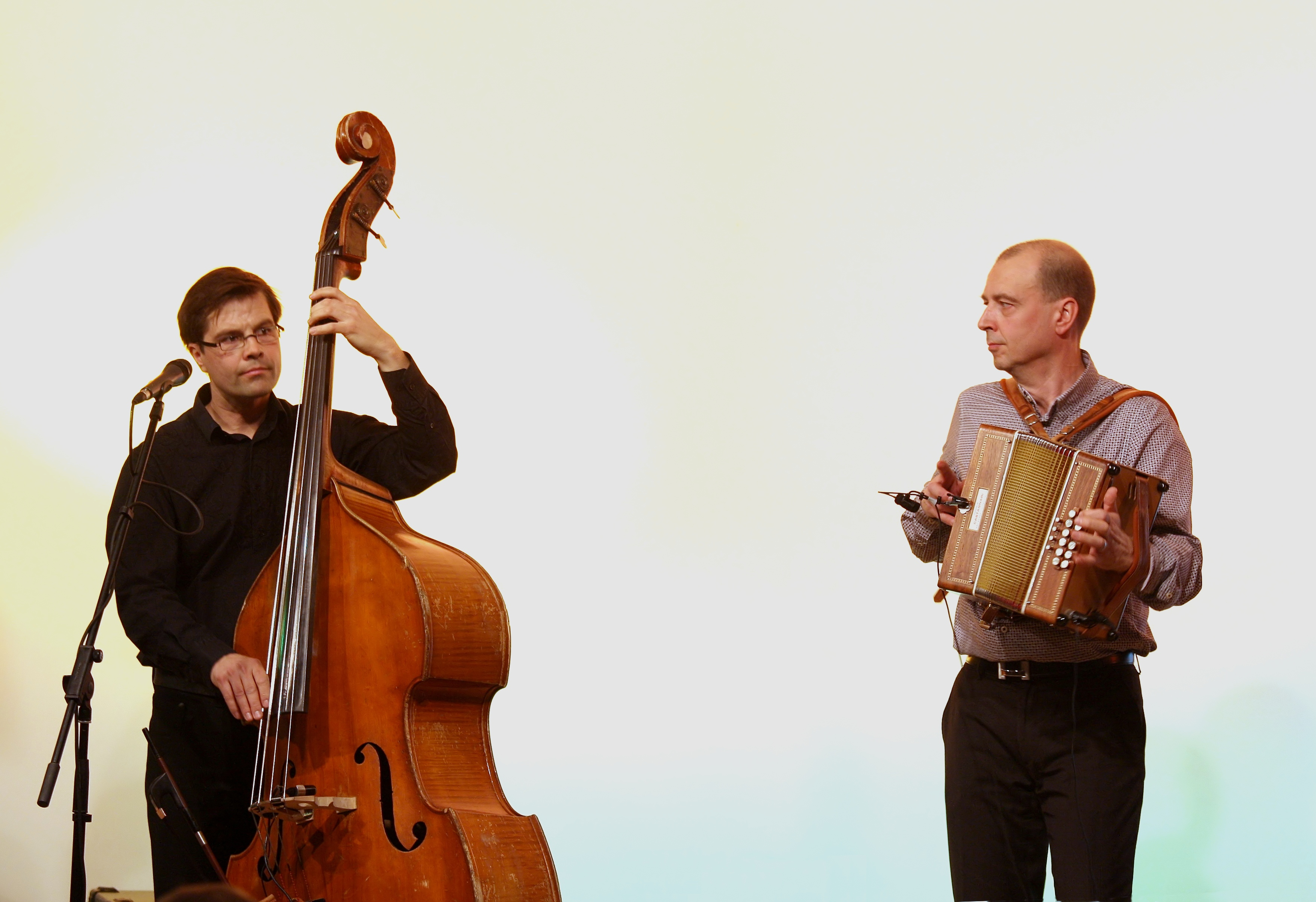
Pekka Lehti & Markku Lepistö, 2009

Alben mit Markku Lepistö Trio (Milla Viljamaa, Petri Hakala)
- New Voices (2016)

Alben mit Markku Lepistö & Mikko Helenius
- Bellows and pipes (2019)